# Konstantinos Tsartsaris
Konstantinos Tsartsaris (griechisch Κωνσταντίνος Τσαρτσαρής, * 17. Oktober 1979 in Veria, Griechenland) ist ein ehemaliger griechischer Basketballspieler der bei einer Körpergröße von 2,09 m auf der Position des Power Forward spielte.

## Karriere
Konstantinos Tsartsaris spielte in jungem Alter, wie die meisten Sportler in Veria, anfangs seiner Sportkarriere Handball, bevor er später zum Basketball wechselte. Seine Basketballkarriere begann Tsartsaris 1993 bei G.S. Veria in der 4. griechischen Division. 1995 wechselte er zum Lokalrivalen Filippos Verias (3. Division). 1997 ging Konstantinos Tsartsaris nach Island zu Grindavík, was ihm in seiner Heimat den Spitznamen „Isländer“ einbrachte. Nach seinem Pokalsieg 1998 wurden die griechischen Erstligamannschaften auf ihn aufmerksam und nach Stationen bei Near Ist sowie dem griechischen Traditionsverein Peristeri landete Tsartsaris 2002 beim griechischen Spitzenverein Panathinaikos Athen. Mit Panathinaikos konnte Tsartsaris zehn Mal die griechische Meisterschaft und acht Mal den Pokal, sowie 2007, 2009 und 2011 die EuroLeague gewinnen.
Am 14. Juni 2013 gab Tsartsaris nur wenige Tage nach dem zehnten Meisterschaftstitel seiner Karriere seinen Rücktritt aus dem aktiven Basketballsport bekannt.

## Nationalmannschaft
Sein Debüt bei der griechischen Nationalmannschaft gab Tsartsaris am 19. Juni 1998 bei einem Spiel gegen Deutschland auf Rhodos. Seitdem ist er ein fester Bestandteil der Mannschaft und erreichte mit dieser, neben der Europameisterschaft 2005 in Serbien, die Vize-Weltmeisterschaft 2006 bei der Griechenland unter anderem das US-amerikanische Nationalteam bezwingen konnte.

## Spielstil
Tsartsaris gilt als vielseitiger Spieler der auch auf der Position des Center eingesetzt werden kann. Zu seinen Stärken gehört, neben seiner für seine Körpergröße guten Technik sowie Trefferquote aus der Distanz, seine Defensivfähigkeiten.

## Erfolge
- Griechischer Meister: 2003, 2004, 2005, 2006, 2007, 2008, 2009, 2010, 2011, 2013
- Griechischer Pokalsieger: 2003, 2005, 2006, 2007, 2008, 2009, 2012, 2013
- Isländischer Pokalsieger: 1998
- EuroLeague: 2007, 2009, 2011
- Europameisterschaft: 2005
- Stanković Cup: 2006
- Vize-Weltmeister: 2006

## Auszeichnungen
- Teilnahmen am griechischen All Star Game: 2004, 2006, 2007, 2008
- Teilnahmen an Europameisterschaften: 2005, 2007
- Teilnahme an Weltmeisterschaften: 2006, 2010
- Teilnahme an Olympischen Spielen: 2004, 2008
- Teilnahmen an der U20-Europameisterschaft: 1998
- MVP des griechischen Pokalfinals: 2006, 2007, 2008